# Yinka Dare
Pour les articles homonymes, voir Dare.
Yinka Dare, né le 10 octobre 1972 à Kano au Nigeria et mort le 9 janvier 2004 à Englewood dans le New Jersey, est un joueur nigérian de basket-ball évoluant au poste de pivot.

## Biographie
Né à Kano, Yinka Dare est découvert par un avocat nigérian en visite à Lagos en 1991. Alors qu'il était en voiture, il remarque un homme de grande taille assis sur un banc en train de manger. Il lui demande alors combien il mesure et Dare lui répond qu'il ne le sait pas.
Dare a commencé à jouer au tennis lors de son temps libre, puis a commencé le basket-ball
Arrivé aux États-Unis, Dare joue une saison à Milford Academy High, une école préparatoire du Connecticut.
Il rejoint ensuite l'université George Washington. Lors de sa première saison en 1992-1993, il mène l'équipe des Colonials au « Sweet 16 » du tournoi final NCAA, le premier de l'histoire pour l'équipe.
L'année suivante, l'équipe arrive au deuxième tour du tournoi. Il termine sa carrière universitaire avec une moyenne de 13,8 points et 10,7 rebonds par match et, en seulement deux saisons, il devient le meilleur contreur de l'histoire des Colonials.
Dare est sélectionné au 14e rang de la draft 1994 par les New Jersey Nets, signant un contrat de six ans et 9 millions de dollars. Lors de sa première saison professionnelle, il ne joue que trois minutes avant de se blesser et d'être absent pour le reste de la saison. Il dispute 110 matchs en quatre saisons NBA.
Les Nets le laissent libre lors de la draft d'expansion 1995, mais Dare n'est sélectionné ni par les Toronto Raptors, ni par les Vancouver Grizzlies. Lors de sa première saison complète (1995-1996), où il participe à 58 matchs sur 82, il perd 72 ballons et ne réalise aucune passe décisive, détenant toujours le record NBA du plus grand nombre de minutes jouées sans réaliser une seule passe décisive Durant toute sa carrière, il ne totalise que quatre passes décisives et commet 96 pertes de balles, avec une moyenne de 2,1 points, 2,6 rebonds et moins de 0,1 passe décisive par match.
Début 1998, Dare est transféré, avec David Benoit et Kevin Edwards, au Orlando Magic, contre Brian Evans et Rony Seikaly, mais il est immédiatement évincé. Par la suite, il joue de façon intermittente dans diverses ligues, dont la Continental Basketball Association et la United States Basketball League, jusqu'en 2003.
Yinka Dare meurt le 9 janvier 2004, après une crise cardiaque à  Englewood, dans le New Jersey. Un examen médical détermine que cette attaque est due à une arythmie découverte lorsqu'il était à l'université.

## Note
- (en) Cet article est partiellement ou en totalité issu de l’article de Wikipédia en anglais intitulé « Yinka Dare » (voir la liste des auteurs).